# Platt-LePage XR-1
El Platt-LePage XR-1, también conocido por la designación de compañía PL-3, fue uno de los primeros helicópteros estadounidenses de rotores transversales, construido por la Platt-LePage Aircraft Company de Eddystone, Pensilvania. Ganador de una competición de diseño del Cuerpo Aéreo del Ejército de los Estados Unidos celebrada a principios de 1940, el XR-1 fue el primer helicóptero probado por las USAAF, volando en 1941. Las pruebas de vuelo del XR-1 fueron problemáticas, y aunque las pruebas continuas mostraron que el diseño prometía, otros helicópteros mejorados estuvieron disponibles antes de que el XR-1 estuviera listo para el servicio. Como resultado, el desarrollo de la aeronave fue terminado en 1945.

## Diseño y desarrollo

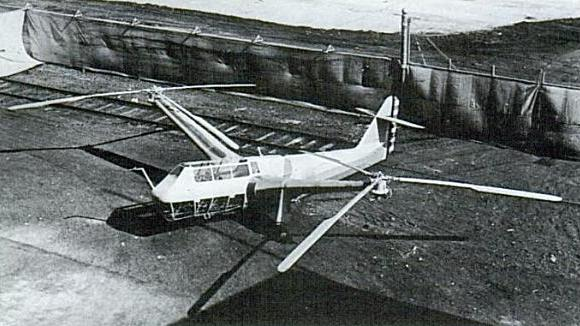
XR-1 al principio de las pruebas.

Desarrollado durante 1939 desde un diseño anterior poco exitoso, el PL-1, el Platt-LePage Model PL-3 fue el ganador de una competición de diseño de 1940, celebrada bajo las condiciones de la Ley Dorsey-Logan, para el suministro de un diseño de helicóptero para el Cuerpo Aéreo del Ejército estadounidense. La propuesta de Platt-LePage fue juzgada por el Ejército como superior a sus competidores, que incluían un helicóptero propuesto por Vought-Sikorsky y autogiros desarrollados por Kellett y Pitcairn.
Tras la selección del diseño de Platt-LePage en mayo de 1940, se emitió un contrato para la construcción de un prototipo y una célula de pruebas estáticas en julio del mismo año. El contrato especificaba la entrega del prototipo listo para volar en enero de 1941, aunque la aeronave no fue completada hasta tres meses más tarde de lo estipulado en el contrato, un retraso que provocó que Sikorsky recibiera fondos de la Ley Dorsey-Logan para el desarrollo de su diseño, que se convertiría en el XR-4.
En su diseño, el XR-1 tenía un fuerte parecido con el Focke-Wulf Fw 61, un helicóptero desarrollado por Henrich Focke en Alemania que, volado por Hanna Reitsch, había impresionado a Wynn LePage, cofundador de Platt-LePage, durante una gira por Europa. El XR-1 estaba propulsado por un motor radial Pratt & Whitney R-985, montado en una instalación embutida en el interior del fuselaje. La aeronave tenía dos rotores tripala, montados en una disposición lado a lado en soportes parecidos a unas alas. Los soportes estaban diseñados aerodinámicamente para producir algo de sustentación en el vuelo nivelado, descargando ligeramente a los rotores. La construcción del XR-1 era convencional para los estándares de la época, consistiendo la estructura de la aeronave en un entramado de tubos de acero que estaba recubierto de tela. El XR-1 tenía superficies de cola similares a las de un avión convencional, y estaba equipado con un tren de aterrizaje fijo de patín de cola. Las ruedas de la aeronave giraban libremente para maniobrar más fácilmente en tierra.
La cabina del XR-1 sentaba a los dos tripulantes de la aeronave en una disposición en tándem, el piloto localizado delante del observador, y estaba muy acristalada para proporcionar buena visibilidad en la misión a la que estaba destinado de observación y cooperación con el Ejército. Durante el desarrollo de la aeronave, el Major General Robert M. Danford propuso al Departamento de Guerra que el XR-1 fuese evaluado contra el Stinson YO-54 y el autogiro Kellett YG-1B.

## Historia operacional

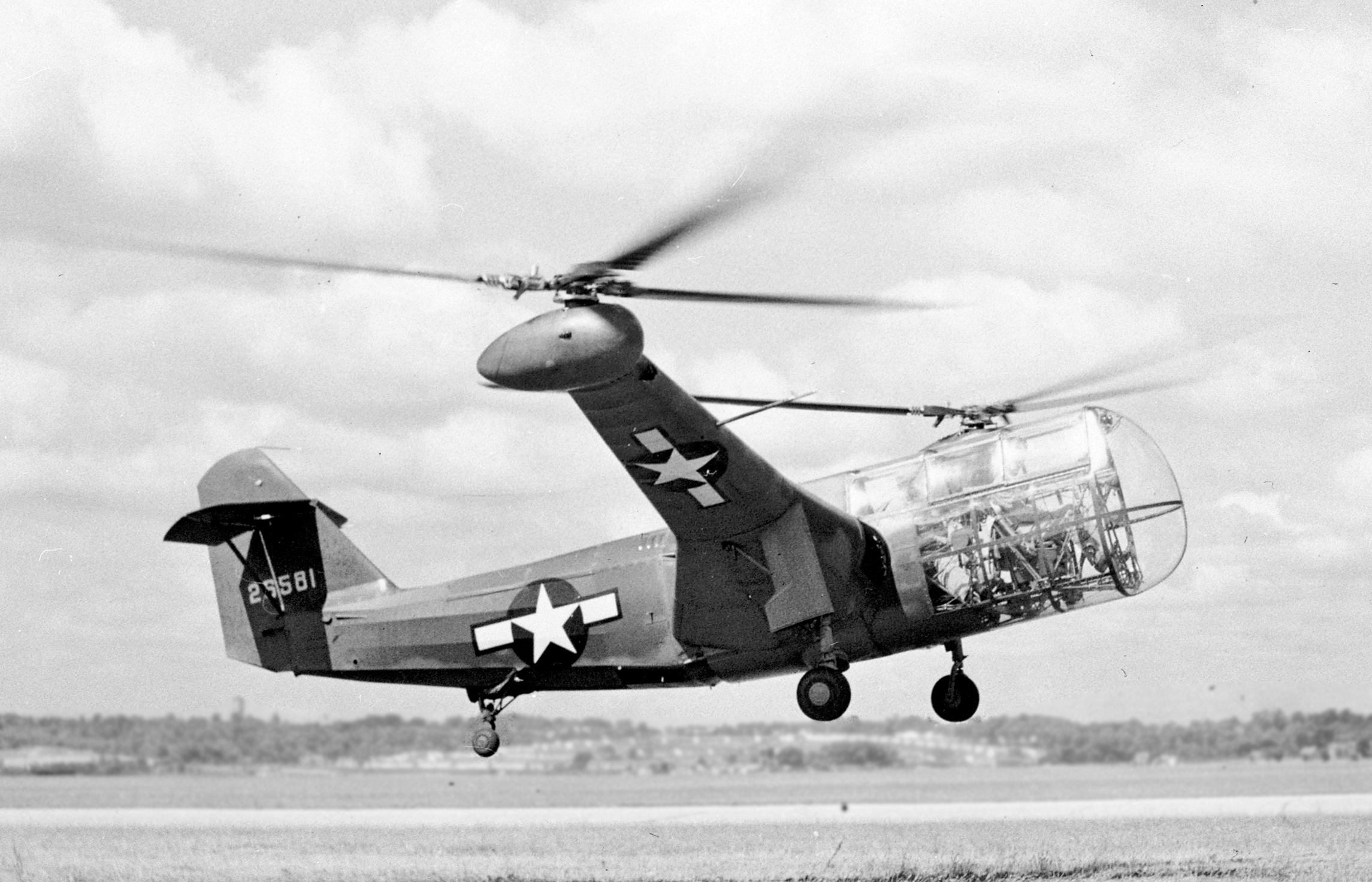
El mejorado XR-1A.

Tras varios meses de pruebas en tierra, el XR-1 realizó su primer vuelo el 12 de mayo de 1941, aunque la aeronave estuvo sujeta por una atadura en sus primeros vuelos. El 23 de junio, la aeronave realizó su primer vuelo libre, aunque manteniéndose a unos pocos pies del suelo. Las pruebas de vuelo continuaron y la envolvente de prestaciones de la aeronave fue expandida, mostrándose problemático rápidamente y dejando ver las pruebas una serie de problemas con el diseño. Incluían problemas con los controles de la aeronave, estando presente una insuficiente autoridad de control, y además había problemas de resonancia con la estructura que hacían que el XR-1 fuera propenso a oscilaciones inducidas por el piloto. La aeronave fue modificada en un intento de resolver estos problemas, y el Ejército modificó el contrato de Platt-LePage para proporcionar fondos adicionales al diseño, pero a pesar de esto, los problemas del XR-1 continuaron. Además, el piloto de pruebas de la compañía, Lou Leavitt, no confiaba en el diseño, negándose a volar la aeronave a su máximo potencial. La situación solo se resolvió cuando el Coronel H. Franklin Gregory, director de proyectos de alas rotatorias de las Fuerzas Aéreas del Ejército, voló la aeronave personalmente, alcanzando 160 km/h (100 mph) en su primer vuelo de la misma.
Con la creencia de que los peores problemas de la aeronave habían sido resueltos, el XR-1 fue enviado a realizar pruebas de servicio por las Fuerzas Aéreas del Ejército en 1943. Durante el curso de las evaluaciones del Ejército, el empenaje del XR-1 falló durante las pruebas estructurales, siendo reforzadas las superficies como resultado, y tras las reparaciones, reanudándose las pruebas en 1944. Sin embargo, y a pesar de las modificaciones al diseño, el XR-1 todavía se mostraba deficiente en autoridad de control. En julio de 1943, el programa del XR-1 sufrió un revés cuando la aeronave se accidentó, hiriéndose seriamente el piloto de pruebas Jim Ray, que había reemplazado a Leavitt tras su salida de la compañía. El accidente fue causado por el error de un inspector al dejar instalada una pieza sospechosa en la aeronave, fallando el eje del rotor en vuelo como resultado de la decisión. La aeronave era reparable, pero el XR-1 tardaría un año en estar listo para volar de nuevo.
Sin embargo, las pruebas fueron capaces de continuar mientras tanto, ya que Platt-LePage había renegociado el contrato del XR-1 para que cubriese una segunda aeronave de pruebas de vuelo. Construida una revisada y mejorada versión del diseño del XR-1, designada como XR-1A, la segunda aeronave había volado por primera vez en mayo de 1943. El XR-1A presentaba una cubierta de la cabina revisada comparada con la del XR-1, siendo aumentada la superficie acristalada para mejorar la visibilidad, y siendo intercambiados los puestos del piloto y del observador, sentándose ahora el piloto en la cabina trasera. Durante las pruebas de vuelo, se encontró al XR-1A superior en prestaciones de vuelo al XR-1; sin embargo, los controles todavía eran problemáticos, aunque parecían resueltos los peores fallos.
Tras un vuelo a Wright Field en Ohio desde la planta de Platt-LePage en Pensilvania, las pruebas del XR-1A continuaron hasta que un fallo mecánico en el eje del rotor provocó un aterrizaje accidentado, en 26 de octubre de 1944, decidiendo la compañía vender los restos como chatarra.
El XR-1, habiendo sido reparado, voló de nuevo, y a Platt-Lepage se le concedió un contrato para la construcción de siete aeronaves de preproducción, para ser construidos en una versión mejorada del diseño XR-1A, designada como YR-1A. Motivado por las preocupaciones del Congreso acerca del potencial favoritismo hacia Sikorsky Aircraft, que mientras tanto había recibido un contrato para el desarrollo de una versión mejorada de su helicóptero experimental V-300, el contrato exigía la entrega del primer YR-1A al Ejército en enero de 1945. Sin embargo, debido a continuados problemas financieros y de pruebas de vuelo, Platt-Lepage de mostró incapaz de cumplir esta previsión.
Aunque los problemas del XR-1 parecían estar cerca de resolverse a finales de 1944, el prolongado desarrollo de la aeronave significó que helicópteros alternativos y mejorados, como el XR-4 de Sikorsky, menos caro y más maniobrable que la aeronave de Platt-LePage, empezaron a estar disponibles. Además, incluso las mejoras del XR-1A no habían curado a la aeronave de todos sus problemas de control y vibraciones, y el Mando Aéreo de Material de las AAF consideró a la compañía "inepta" en sus trabajos, aplicando un método de "prueba y error" para la investigación y desarrollo. Como resultado de esta apreciación, los contratos del Ejército con la compañía fueron cancelados universalmente a principios de abril de 1945.
Tras la cancelación del contrato del Ejército, el XR-1 fue devuelto a la compañía, creyendo la misma que el diseño tenía potencial como aeronave civil. La planeada versión civil, el PL-9, habría sido una aeronave agrandada bimotora, aunque Platt-LePage estaba en ese momento en serias dificultades económicas tras la cancelación del contrato, y a mitad de 1946, el programa de pruebas de vuelo del XR-1 finalizó, siendo la aeronave retirada al Instituto Smithsoniano.
Mientras tanto, el antiguo piloto de pruebas de la compañía Lou Leavitt había comprado los restos del XR-1A al precio de 4 centavos por libra. Leavitt formó una nueva compañía, Helicopter Air Transport, con la intención de proporcionar entrenamiento de vuelo en helicóptero, anticipándose así a un auge de la aviación en la posguerra, y devolvió el XR-1A al estado de vuelo. Sin embargo, el esperado auge no se materializó, y HAT entró rápidamente en quiebra, vendiendo Leavitt el XR-1A a Frank Piasecki, otro antiguo empleado de Platt-LePage, que acababa de inaugurar su propia compañía de helicópteros. Piasecki pronto inmovilizó en tierra la aeronave debido a sus preocupaciones acerca de la capacidad de vuelo, y usó la célula en el desarrollo del PA-2B, un planeado aparato de rotor basculante que no llegó a desarrollarse más allá de la etapa de maqueta.

## Supervivientes
Tras la finalización de las pruebas de vuelo, el XR-1 fue devuelto a las Fuerzas Aéreas del Ejército, que pusieron la aeronave en almacenaje antes de donarla al Museo Nacional del Aire y el Espacio de Estados Unidos del Instituto Smithsoniano. La aeronave, sin restaurar, está almacenada en el Paul Garber Restoration and Storage Facility en "condiciones notables".

## Variantes
XR-1
Primer prototipo, uno construido.
XR-1A
Segundo prototipo con acristalado agrandado y motor mejorado, uno construido.
YR-1A
Siete aeronaves de preproducción ordenadas; contrato cancelado antes de que ninguno fuese completado.
PL-4
Propuesta variante armada del XR-1, equipada con cuatro ametralladoras en un morro rediseñado.
PL-11
Helicóptero monoplaza propuesto como Utilitario/Correo.
PL-12
Propuesto helicóptero civil de cinco plazas, construido parcialmente en mayo de 1945.
Piasecki PA-2B
Aparato de rotor basculante basado en la célula del XR-1; no construido.

## Operadores
Estados Unidos
- Fuerzas Aéreas del Ejército de los Estados Unidos

## Especificaciones (XR-1A)
Referencia datos: Connor and Lee 2000; Lambermont 1958

### Características generales
- Tripulación: Dos (piloto y observador)
- Longitud: 8,9 m (29,3 ft)
- Diámetro rotor principal: 9,6 m (31,5 ft)
- Altura: 2,7 m (9 ft)
- Peso cargado: 2145 kg (4727,6 lb)
- Planta motriz: 1× motor radial de nueve cilindros refrigerado por aire Pratt & Whitney R-985-AN-1.
  - Potencia: 340 kW (469 HP; 462 CV)
- Envergadura: 19,81 m

### Rendimiento
- Velocidad máxima operativa (Vno): 177 km/h (110 MPH; 96 kt)
- Carga del rotor: 19.9
- Potencia/peso: 4,9 kg (10,8 lb)/hp

## Aeronaves relacionadas

### Aeronaves similares
- Focke-Achgelis Fa 223
- Focke-Wulf Fw 61
- McDonnell XHJD Whirlaway

### Secuencias de designación
- Secuencia R-_ (Alas Rotatorias del USAAC/USAAF, 1941-1948): R-1 - R-2 - R-3 - R-4 →